# Југославија на Светском првенству у атлетици за јуниоре 1986.
Југославија је учествовала на 1. Светском птврвенсту у атлетици за јуниоре (У-20) одржано је у организацији ИААФ на Олимпијском стадиону у Атини од 16 до 20. јула. На Светском првенству су учествовале 142. земље са 1.135 спортиста (752 мушкарца и 383 жене).
Југославију је птедстављало 15 спортиста (8 мушкараца и 7 жена) који су се такмичили у у 15 атлетских дисциплина.
Најуспешнија је била Снежана Пајкић која је у својој дисциплини освојила бронзану медаљу, што је и прва медаља за југославију на светским јуниорским првенствима у атлетици. Овом медаљом Југославија је у укупном пласману на овом првенству поделила 23. место од укупно 27 земаља које су освојиле медаље.

## Учесници
| Бр. | Дисциплина      | Мушкарци | Жене | Укупно |
| --- | --------------- | --- | --- | ------ |
| 1.  | 100 м           | Милан Петаковић АК Црвена звезда, Београд                                                                                               | | 1      |
| 2.  | 400 м           | Слободан Бранковић АК Партизан, Београд Жељко Керешавић ?                                                                               | Сања Бецкеи, АК Славонија, Осијек | 3      |
| 3.  | 800 м           | Предраг Мелњик, АК Истра, Пула | Снежана Пајкић, АК Морава, Ћуприја | 2      |
| 4.  | 1.500 м         | Драган Дуканац, | Снежана Пајкић*, АК Морава, Ћуприја | 2      |
| 5.  | 100 м препоне   | | Гордана Чотриић, АК Црвена звезда, Београд Бранка Јошић, АК Црвена звезда, Београд                                                                          | 2      |
| 6.  | 400 м препоне   | | Дејана Ракита, ОАК Београд, Београд Ирена Доминц, АК Пољане, Марибор                                                                                        | 2      |
| 7.  | 4 х 400 м       | Милан Патаковић* АК Црвена звезда Београд, Жељко Керошавић* , Слободан Бранковић* АК Партизан, Београд, Предраг Мелњик*, АК Истра, Пула | Бранка Јошић*, АК Црвена звезда, Београд, Дејана Ракита,*ОАК Београд, Београд Гордана Чотриић*, АК Црвена звезда, Београд Сања Бецкеи* АК Славонија, Осијек | 8      |
| 8.  | 10.000 м ходање | Мито Цветковић, , | | 1      |
| 9.  | Скок увис       | | Амра Темим АК Вележ, Мостар | 1      |
| 10. | Скок удаљ       | Лахор Маринковић, АК Славонија, Осијек                                                                                                  | | 1      |
| 11. | Троскок         | Лахор Маринковић,* АК Славонија, Осијек                                                                                                 | | 1      |
| 12. | Бацање копља    | Милан Стјепович, , Марибор | | 1      |
|     | Укупно (12)     | 8 | 7 | 15     |

- Атлетичари означени звездиицом су учествовали у још једној дисциплини.

## Освајачи медаља

### Бронза
- Снежана Пајкић — 1.500 м

## Резултати

### Мушкарци
| Атлетичар                                                            | Дисциплина      | Лични рекорд | Квалификације | Квалификације | Полуфинале            | Полуфинале           | Финале               | Финале      |
| Атлетичар                                                            | Дисциплина      | Лични рекорд | Резултат      | Место         | Резултат              | Место                | Резултат             | Место       |
| -------------------------------------------------------------------- | --------------- | ------------ | ------------- | ------------- | --------------------- | -------------------- | -------------------- | ----------- |
| Милан Петаковић                                                      | 100 м           |              | 10,97         | 4 у гр. 9     | Није се квалификовао  | Није се квалификовао | Није се квалификовао | 43 / 81     |
| Слободан Бранковић                                                   | 400 м           |              | 47,28         | 2 у гр. 4 КВ  | 47,44                 | 7 у пф 2             | Није се квалификовао | 16 / 53     |
| Жељко Керошавић                                                      | 400 м           |              | 48,83         | 5 у гр. 1     | Није се квалификовао  | Није се квалификовао | Није се квалификовао | 36 / 53     |
| Предраг Мелњак                                                       | 800 м           | 1:47,2       | 1:49,86       | 2 у гр. 4 КВ  | 1:48,25               | 1 у пф 2             | 1:49,54              | 4. / 53     |
| Драган Дуканац                                                       | 1.500 м         |              | 3:53.21       | 8 у гр. 3     |                       |                      | Није се квалификовао | 29. / 55    |
| Милан Петаковић, Жељко Керошавић, Слободан Бранковић, Предраг Мелњик | 4 х 400 м       |              | 3:09,83       | 3 у гр. 2     | Нису се квалификовали | 11. / 17             |                      |             |
| Мито Цвјетковић                                                      | 10.000 м ходање |              |               |               |                       |                      | 44:37,84             | 18. / 31    |
| Лахор Маринковић                                                     | скок удаљ       |              | 7,71          | 2 у гр. А КВ  |                       |                      | 7,69                 | 5 / 41 (44) |
| Лахор Маринковић                                                     | троскок         |              | 17,60         | 5 у гр. Б КВ  | 15,66                 | 5 / 28 (33           |                      |             |
| Милан Стјеповић                                                      | бацање копља    |              | 64.44         | 6 у гр. А     | Није се квалификовао  | 21 / 41              |                      |             |

### Жене
| Атлетичарка                                              | Дисциплина    | Лични рекорд | Квалификације | Квалификације  | Полуфинале            | Полуфинале            | Финале                | Финале   |
| Атлетичарка                                              | Дисциплина    | Лични рекорд | Резултат      | Место          | Резултат              | Место                 | Резултат              | Место    |
| -------------------------------------------------------- | ------------- | ------------ | ------------- | -------------- | --------------------- | --------------------- | --------------------- | -------- |
| Сања Бецкеи                                              | 400 м         |              | 55,27         | 5. у гр. 2     | Није се квалификовала | Није се квалификовала | Није се квалификовала | 18 / 33  |
| Снежана Пајкић                                           | 800 м         |              | 2:05,60       | 2 у гр. 5 КВ   | 2:04,99               | 4 у пф. 2 кв          | 2:07,75               | 7. / 41  |
| Снежана Пајкић                                           | 1.500 м       |              | 4:28,13       | 1. у гр. 1     |                       |                       | 4:16,03               |          |
| Гордана Чотрић                                           | 100 м препоне |              | 14,33         | 4. у гр. 1     | Није се квалификовала | Није се квалификовала | Није се квалификовала | 17. / 29 |
| Бранка Јошић                                             | 100 м препоне | 13,95        | 14,72         | 6. у гр. 4     | Није се квалификовала | Није се квалификовала | Није се квалификовала | 22. / 29 |
| Дејана Ракита                                            | 400 м препоне |              | 61,53         | 4, у гр. 1 КВ  | 61,40                 | 6. у пф. 1            | Није се квалификовала | 10. / 29 |
| Ирена Доминц                                             | 400 м препоне |              | 60,64         | 2. у гр. 2 'КВ | Није стартовала       | Није стартовала       | Није се квалификовала | 16. / 29 |
| Бранка Јошић, Дејана Ракита, Гордана Чотрић, Сања Бецкеи | 4 х 400 м     |              | 3:52.27       | 5. у гр. 2     |                       |                       | Нису се квалификовале | 9. / 9   |
| Амра Темим                                               | скок увис     |              | 1,80          | 4 у гр. А кв   | 1,75                  | 9 / 26                |                       |          |